# Tamaria tenella
Tamaria tenella är en sjöstjärneart som först beskrevs av Fisher 1906.  Tamaria tenella ingår i släktet Tamaria och familjen Ophidiasteridae.
Artens utbredningsområde är havet kring Nya Zeeland. Inga underarter finns listade i Catalogue of Life.